# Adam Kopyciński (Dirigent)
Adam Kopyciński (* 5. August 1907 in Osielec; † 3. Oktober 1982 in Breslau) war ein polnischer Dirigent, Pianist, Sänger und Komponist.

## Leben
Kopyciński begann seine musikalische Ausbildung 1928 am Konservatorium der Krakauer Musikgesellschaft und an der Musikschule der Stadt. Er studierte Gesang bei Konstanty Kniaginin und Janina Kryształowiczowa, leitete ab 1929 einen akademischen Chor und sang ab 1931 kleinere Baritonpartien an der Krakauer Oper. Im Jahr 1932 begann er in Krakau zu unterrichten. Von 1933 bis 1935 setzte er sein Musikstudium in den Fächern Klavier, Komposition und Dirigieren in Budapest fort. Vor dem Zweiten Weltkrieg arbeitete er als Chordirigent in Krakau und Kattowitz. Von 1942 bis 1945 war er Gefangener im Konzentrationslager Auschwitz und war dort Mitglied und als Nachfolger von Franz Nierychlo Leiter des Lagerorchesters.
Von 1945 bis 1949 besuchte Kopyciński die Dirigierklasse von Walerian Bierdiajew, daneben arbeitete er von 1946 bis 1949 als Korrepetitor und Chorleiter an der Krakauer Oper und trat als Gastdirigent mit den Warschauer Philharmonikern und dem Polnischen Rundfunksinfonieorchester auf. Von 1949 bis 1976 arbeitete er in unterschiedlichen Funktionen (Direktor 1951–1953 und 1961–1970, stellvertretender künstlerischer Leiter 1951 und 1953–1961, Dirigent 1970–1976) an der Breslauer Oper. Außerdem war er von 1954 bis 1957 Dirigent und von 1958 bis 1961 Direktor des Breslauer Sinfonieorchesters.
Von 1956 bis 1973 unterrichtete er an der Musikakademie Breslau. Er war dort 1956–1957 Dekan der Fakultät Ausbildung und Lehre, von 1957 bis 1963 Rektor der Akademie und von 1963 bis 1973 Dekan der Abteilung für Musiktheorie, Komposition und Dirigieren. Als Komponist trat er mit Liedern und Werken für den polnischen Rundfunk hervor.